# 보험저축
보험저축은 금융기관이 파산하더라도 예금자의 예금을 보호하기 위해 마련된 제도이다. 예금보험공사에서 운영하며, 가입된 금융기관의 예금자는 예금 일부를 보험료로 납부하고, 금융기관이 파산하게 되면 예금보험공사가 예금자에게 보험금을 지급한다.

## 보장 범위
- 보장되는 금융기관: 은행, 신용협동조합, 지주회사, 자산관리회사
- 보장되는 예금: 예금, 신탁, 보험료, 펀드 등
- 보장되는 금액: 1인당 5천만원 (원금 및 소정 이자 포함)

## 보험예금 가입 방법
보험예금은 별도의 가입 절차 없이 금융기관에 예금을 예치하는 즉시 자동으로 가입된다.

## 보험료 납부 및 지급

### 보험료 납부
보험료는 예금 잔액에 따라 매년 납부되며, 금융기관에서 납부한다. 2024년 기준 보험료율은 0.05%이다.

### 보험금 지급
금융기관이 파산하게 되면 예금자는 예금보험공사에 보험금을 청구할 수 있다. 보험금 지급 신청은 금융기관 파산 선고 후 6개월 이내에 가능하며, 지급까지 약 2개월 정도 소요된다.

## 보험예금의 장단점
- 예금 손실 위험 감소: 금융기관의 파산으로 인한 예금 손실 위험을 줄일 수 있다.
- 금융 시스템 안정화: 예금자의 불안감을 완화하고 금융 시스템의 안정을 도모하는 데 기여한다.
- 보장 한도 제한: 1인당 5천만원까지만 보장되므로, 이 이상의 예금은 보호되지 않는다.
- 보험료 부담: 예금자는 보험료를 납부해야 한다.

## 고려 사항
- 보장 한도: 예금 규모가 5천만원 이하인 경우 가입해도 큰 이득이 없을 수 있다.
- 금융기관의 안전성: 금융기관의 안전성을 고려하여 예금하는 것이 중요하다.
- 기타 금융 상품: 예금 외에도 다양한 금융 상품들이 존재하므로, 자신의 투자 성향과 목적에 맞는 상품을 선택하는 것이 중요하다.